# ワン・ナイト・オンリー〜グレイテスト・ヒッツ・ライヴ
『ワン・ナイト・オンリー〜グレイテスト・ヒッツ・ライヴ』（Elton John One Night Only - The Greatest Hits）は、2000年に発表されたエルトン・ジョンのライブアルバム。及び同日収録分を全曲収録した同タイトルのDVD盤についても記述する。

## CD版
2000年10月20日、21日の二日間、マディソン・スクエア・ガーデンで行われた「グレイテスト・ヒッツ・ライブ」を収録した。その名の通り、チャートに上がったヒット曲ばかりを演奏し、多彩なゲストも参加した。この日のライブでバンド黄金期のドラマー、ナイジェル・オルソンが復帰し、以降現在までバンドメンバーとして行動を共にしている。
本作は収録から一ヶ月足らずで発売されている。
ジャケットはスカイブルーに黄色の水玉のバックの前で、ピアノに乗りふざける白スーツのエルトンというけばけばしいもの。
なお、後に後述の完全版DVDが発売されたため、CD版は印象が薄くなってしまった。

### 収録曲
1. グッバイ・イエロー・ブリック・ロード - Goodbye Yellow Brick Road
2. フィラデルフィア・フリーダム - Philadelphia Freedom
3. 恋のデュエット - Don't Go Breaking My Heart （with キキ・ディー）
4. ロケット・マン - Rocket Man (I Think it's Gonna be a Long, Long Time)
5. ダニエル - Daniel
6. クロコダイル・ロック - Crocodile Rock
7. サクリファイス - Sacrifice
8. 愛を感じて - Can You Feel the Love Tonight?
9. ベニーとジェッツ - Bennie and the Jets
10. 僕の歌は君の歌 - Your Song （with ローナン・キーティング）
11. サッド・ソングス - Sad Songs (Say So Much) (with ブライアン・アダムス)
12. 風の中の火のように - Candle in the Wind
13. あばずれさんのお帰り - The Bitch is Back
14. 土曜の夜は僕の生きがい - Saturday Night's Alright for Fighting （with アナスタシア）
15. アイム・スティル・スタンディング - I'm Still Standing
16. 僕の瞳に小さな太陽 - Don't Let the Sun Go Down on Me
17. ブルースはお好き？ - I Guess That's Why They Call it the Blues （with メアリー・J・ブライジ）

## DVD版
2001年12月21日発売。ライブの模様を全て収録したもの。CDには未収録だったビリー・ジョエルとのデュエットも収録されている。
当初は「ワン・ナイト・オンリー〜グレイテスト・ヒッツ・ライヴ」の名称だった。2002年のベストアルバム発売後に「グレイテスト・ヒッツ・ライヴ」としてジャケットも踏襲したものに変更された。当時のシングルのPVがボーナストラックとして収録された（「アイ・ウォント・ラブ」は当初より収録）。
「アイ・ウォント・ラヴ」のPVは当時ドラッグ問題で謹慎中のロバート・ダウニー・Jr出演。「ディス・トレイン」では、若き日のエルトンをジャスティン・ティンバーレイクが演じる。「オリジナル・シン」では、70年代を舞台に、マンディ・ムーアがエルトンに憧れる少女。その両親をエリザベス・テイラーとエルトン本人が演じている。
また収録曲数の少ないビデオ版には舞台裏のドキュメンタリーが収録されていた。

### 収録曲
1. 葬送〜血まみれの恋はおしまい Funeral For A Frinend (Love Lies Bleeding)
2. キャンドル・イン・ザ・ウィンド - Candle in the Wind
3. ベニーとジェッツ - Bennie and the Jets
4. グッバイ・イエロー・ブリック・ロード - Goodbye Yellow Brick Road （with ビリー・ジョエル）
5. 僕を救ったプリマドンナ - Someone Saved My Life Tonight
6. リトル・ジニー Little Jeanie
7. フィラデルフィア・フリーダム - Philadelphia Freedom
8. 可愛いダンサー - Tiny Dancer
9. 愛を感じて - Can You Feel the Love Tonight?
10. ダニエル - Daniel
11. ロケット・マン - Rocket Man (I Think it's Gonna be a Long, Long Time)
12. 恋人たちの酒場 - Club At The End Of The Street
13. ブルー・アイズ - Blue Eyes
14. ブルースはお好き？ - I Guess That's Why They Call it the Blues （with メアリー・J・ブライジ）
15. ザ・ワン - The One
16. アイ・ドント・ワナ・ゴー・オン - I Don't Wanna Go On With You Like That
17. 悲しみのバラード - Sorry Seems To Be The Hardest Word
18. サクリファイス - Sacrifice
19. カム・トゥゲザー - Come Together
20. ユア・ソング - Your Song （with ローナン・キーティング）
21. サッド・ソングス - Sad Songs (Say So Much) （with ブライアン・アダムス）
22. アイム・スティル・スタンディング - I'm Still Standing
23. クロコダイル・ロック - Crocodile Rock
24. 土曜の夜は僕の生きがい - Saturday Night's Alright for Fighting （with アナスタシア）
25. あばずれさんのお帰り - The Bitch is Back
26. 僕の瞳に小さな太陽 - Don't Let the Sun Go Down on Me
27. 恋のデュエット - Don't Go Breaking My Heart （with キキ・ディー）

#### ボーナストラック
1. アイ・ウォント・ラヴ - I Want Love（出演：ロバート・ダウニー・Jr）
2. ディス・トレイン - This Train Don't Stop Anymore（出演：ジャスティン・ティンバーレイク）
3. オリジナル・シン - Original Sin（出演：エリザベス・テイラー＆マンディ・ムーア）
4. 悲しみのバラード - Sorry Seems To Be The Hardest Word（ブルー featuring エルトン・ジョン）
5. オリジナル・シン - Original Sin（Dab-O-Rama Video Remix）：3のリミックスバージョン

## 参加ミュージシャン
- エルトン・ジョン - Vocal, Piano
- デイビー・ジョンストン - Musical Director, Guitars, Backing Vocal
- ジョン・ジョーゲンソン - Guitar, Backing Vocal
- ボブ・バーチェ - Bass, Backing Vocal
- ナイジェル・オルソン - Drums, Backing Vocal
- カート・ビスケラ - Drums
- ガイ・バビロン - Keyboard
- ジョン・マホーン(John Mahon) - Percussion, Backing Vocal
- ケン・ステイシー(Ken Stacey) - Backing Vocal
- ビリー・トゥデル(Billy Trudel) - Backing Vocal

- ビリー・ジョエル - Vocal, Piano
- メアリー・J・ブライジ - Vocal
- ローナン・キーティング - Vocal
- ブライアン・アダムス - Vocal
- アナスタシア - Vocal
- キキ・ディー - Vocal

## 製作
- フィル・ラモーン - Producer